# 조복

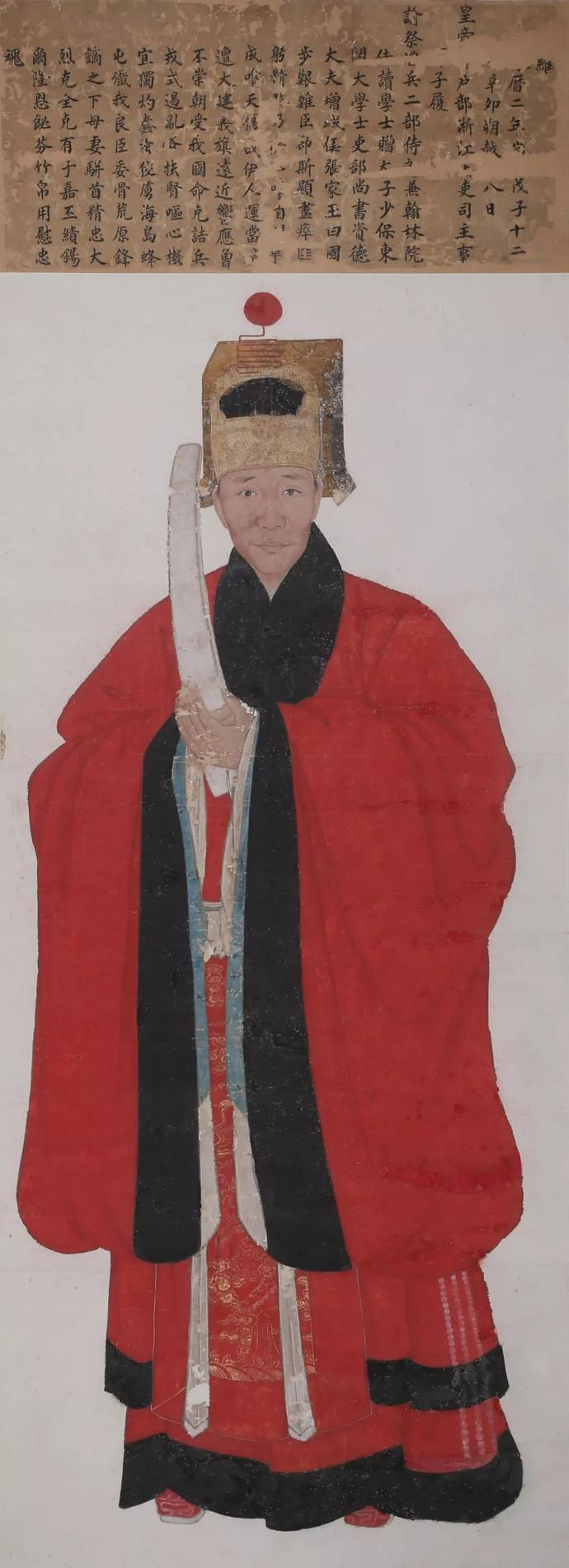

조복(朝服)은 조선시대의 문무백관이 입는 관복이다. 명절이나 경사 또는 조칙을 반포할 때나 상소할 때 입었다. 이 옷을 입을 때 금관을 썼기 때문에 금관조복이라는 이름이 붙었다. 조복은 금칠한 양관(梁冠)과 적초의(赤綃衣), 적초상(赤綃裳), 중단(中單), 대대(大帶), 혁대(革帶), 폐슬(蔽膝), 후수(後綬), 패옥(佩玉), 말(襪), 혜(鞋), 홀(笏)로 구성된다. 입는 순서는 맨 먼저 중단을 입고 허리에 적초상을 두르고 그 위에 적초의를 입었다. 허리에는 대대를 두르고 뒤에는 후수, 앞에는 폐슬을, 좌우에는 패옥을 찼다. 다시 허리에 품계에 따라 혁대를 했으며 손에는 홀을 들고 발에는 말과 혜를 신었다.

## 문화재 지정

### 금관조복 실물
- 심동신 금관조복 (국가민속문화재 제2호, 단국대학교 석주선기념박물관 소장)
- 박해용 금관조복 (경상남도 민속문화재 제5호, 개인 소장)

### 금관조복이 그려진 초상화
- 채제공 초상 일괄 - 금관조복본 (보물 제1477-2호, 개인 소장)
- 이하응 초상 일괄(서울역사박물관) 중 금관조복본 (보물 제1499-1호, 서울역사박물관 소장)
- 이하응 초상 일괄 - 금관조복본 (보물 제1499-2호, 국립중앙박물관 소장)

## 사진

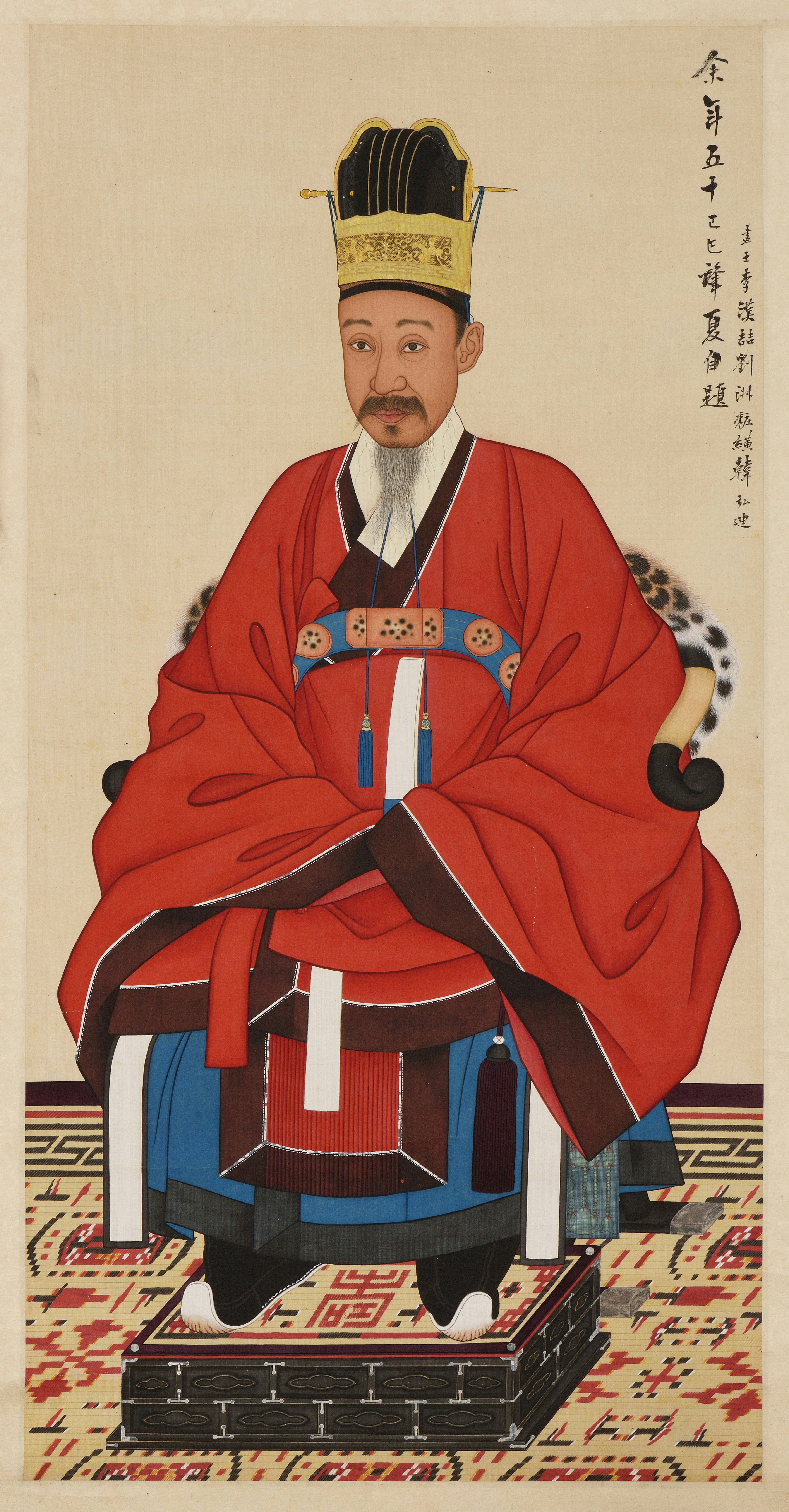
보물 제1499-1호, 흥선대원군이하응 초상 일괄(서울역사박물관) 중 금관조복본
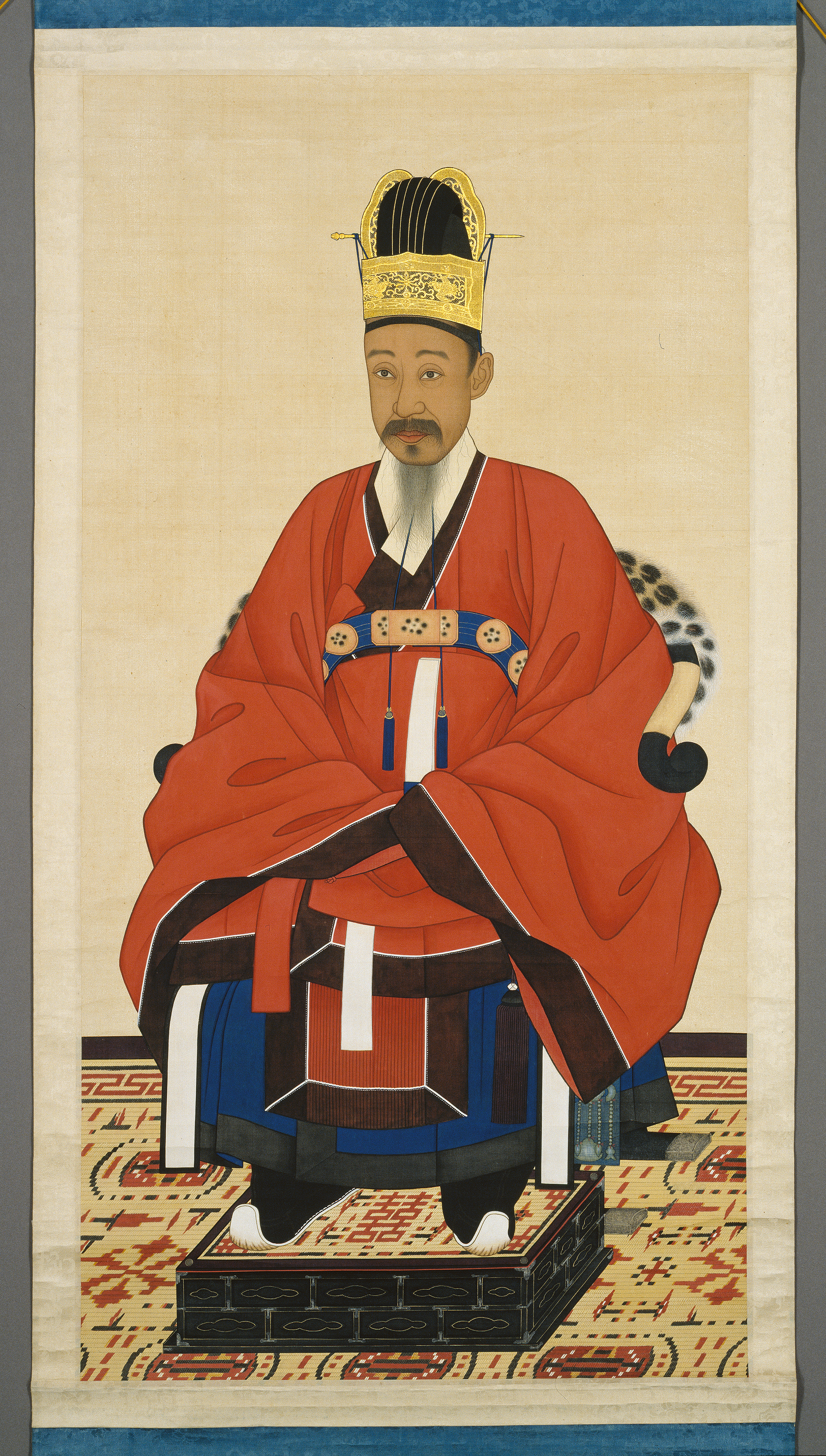
보물 제1499-2호, 흥선대원군 이하응 초상 일괄 - 금관조복본

## 참고 자료
- 이 문서에는 다음커뮤니케이션(현 카카오)에서 GFDL 또는 CC-SA 라이선스로 배포한 글로벌 세계대백과사전의 내용을 기초로 작성된 글이 포함되어 있습니다.